# Charlie Collier

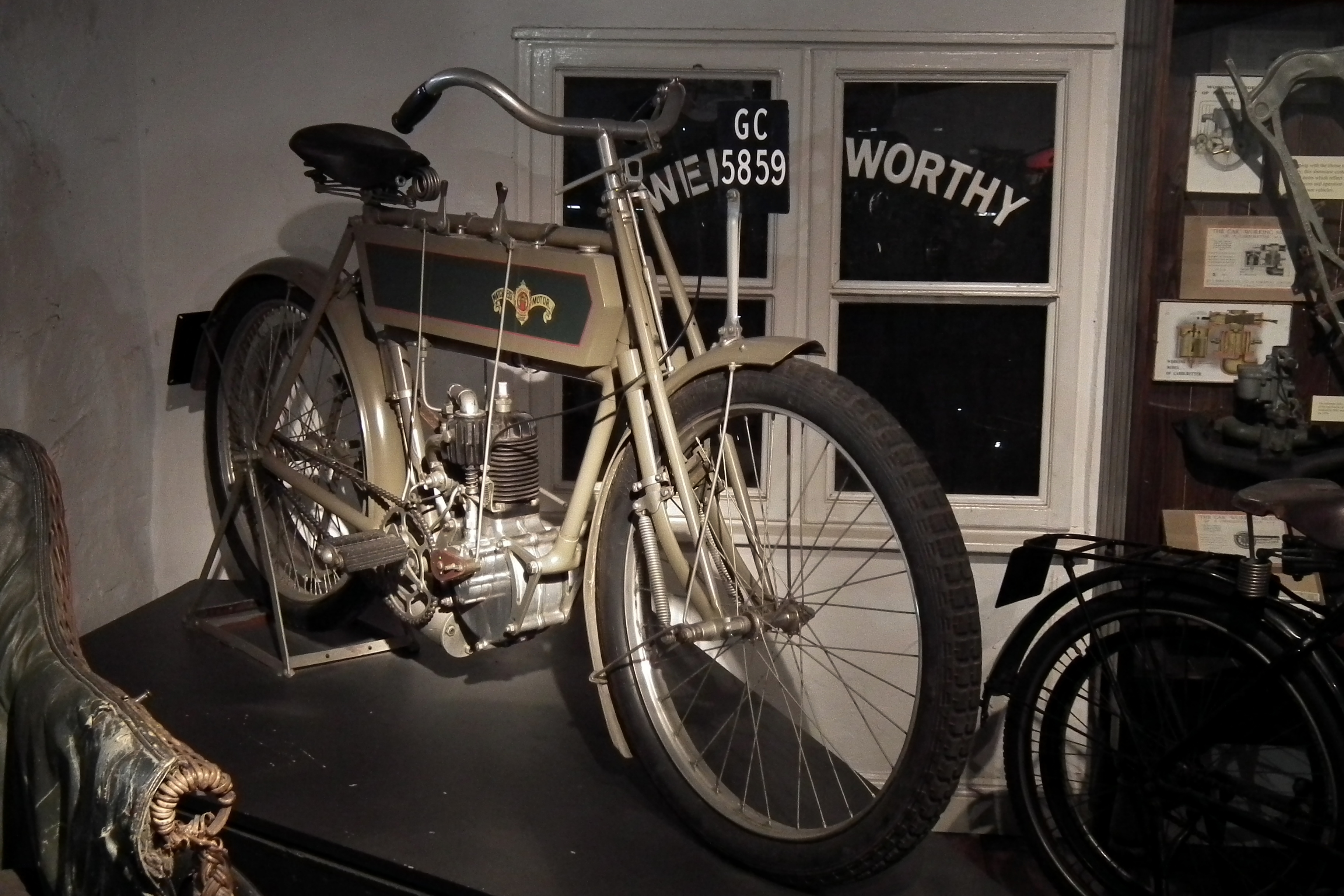
Eine Matchless 2½ hp mit 327 cm³ von 1905, ähnlich dem Siegmotorrad von 1907 mit 431 cm³

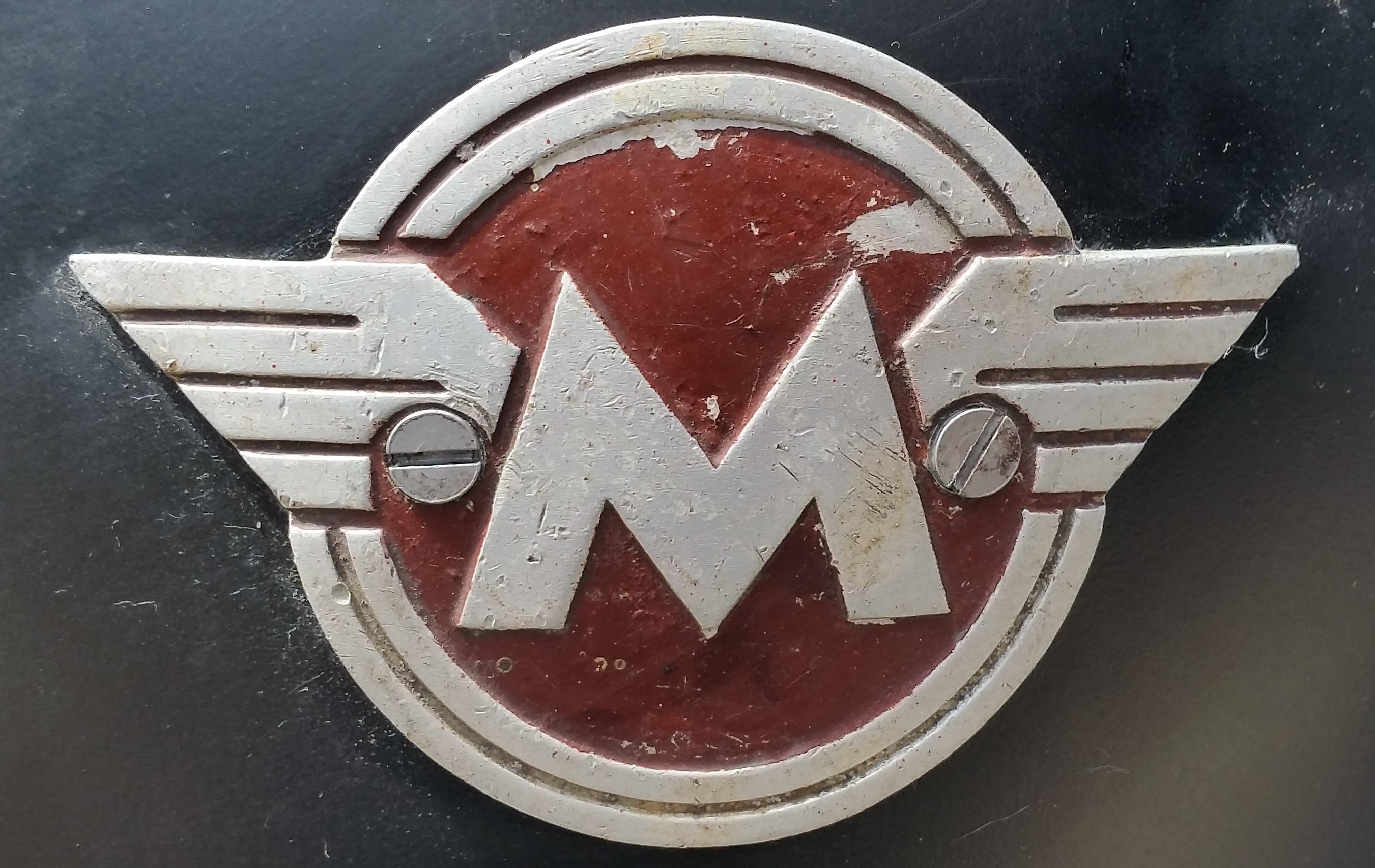
Logo des väterlichen Unternehmens Matchless

Charles Richard „Charlie“ Collier (* 1885 in Plumstead; † 1954) war ein britischer Motorradrennfahrer und Unternehmer. Er gewann 1907 als erster Fahrer das Rennen der Tourist Trophy auf der Isle of Man.

## Leben und Wirken
Sein Vater Henry Herbert Collier gründete 1878 am Wohnort der Familie den Fahrradhersteller Herbert Matchless Road, der ab 1899 unter dem Namen Collier & Sons Motorräder entwickelte. Ab 1901 wurden diese unter dem Markennamen Matchless verkauft. Seine ersten Rennen bestritt Charlie Collier 1902 auf dem damaligen Rundkurs von Canning Town mit einer Matchless mit MMC-Einbaumotor. 1905 nahm er erstmals auf der Isle of Man an einem Straßenrennen teil. Es war der Vorläufer der Tourist Trophy, der International Motor-Cycle Cup, der über fünf Runden auf den Straßen in der Umgebung von Douglas mit einer Gesamtlänge von 125 mi (201 km) ausgetragen wurde. Die Maschinen aus dem väterlichen Betrieb waren zu diesem Zeitpunkt mit Einbaumotoren des britischen Herstellers J.A.P. bestückt. Ungefähr zeitgleich begann auch sein Bruder Harry, der 1909 den Sieg bei der TT einfuhr, mit dem Motorsport.
1907 nahmen Charlie und Harry Collier an der ersten Isle of Man TT, die damals noch auf dem St. John’s Short Course ausgetragen wurde, teil. Die Motorräder mit Einzylindermotor aus dem eigenen Haus hatten ein Gewicht 110 Pfund und waren zulassungsfähig ausgestattet, also alltagstauglich und keine reinen Rennmotorräder. Insgesamt gingen bei dieser ersten TT 18 Fahrer in der Klasse Single Cylinder auf den 15,835 mi (25,484 km) langen Kurs, der zehnmal umrundet werden musste. Im Rennen entwickelte sich ein Zweikampf zwischen den Matchless der Collier-Brüder und den Triumph von Jack Marshall und Frank Hulbert. Charlie Collier gewann schließlich in 4 Stunden, 8 Minuten und 8,2 Sekunden, was einer Durchschnittsgeschwindigkeit von 38,21 mph (61,49 km/h) entsprach, das erste ausgetragene Rennen der Tourist Trophy. Sein Bruder Harry stellte im Single-Cylinder-Rennen mit 23 Minuten und 5,2 Sekunden den Rundenrekord von 41,81 mph (67,29 km/h) aufstellen. Im folgenden Jahr wurde Collier hinter Marshall Zweiter in der Single-Cylinder-Kategorie.
Charlie Collier fuhr bei der letzten auf dem St. John’s Short Course ausgetragenen TT im Jahr 1910 einen weiteren TT-Sieg ein. Er verwies im für Einzylinder bis 500 cm³ und Zweizylinder bis 750 cm³ Hubraum ausgeschriebenen Rennen auf seiner 666-cm³-Zweizylinder-Matchless seinen Bruder Harry mit knapp fünf Minuten Vorsprung auf Rang zwei. Für die zehn Runden benötige er ziemlich genau eine Stunde weniger als noch drei Jahre zuvor – die Durchschnittsgeschwindigkeit steigerte er damit auf 50,63 mph (81,48 km/h).
Im folgenden Jahr fand die Tourist Trophy erstmals auf dem bis heute als Rennstrecke genutzten Mountain Course statt. Charlie Collier wurde im Senior-Rennen hinter Oliver Godfrey (Indian) Zweiter doch später wegen regelwidrigen Betankens seiner Maschine an einer nicht registrierten Tankstelle disqualifiziert. Bis 1914 sind für Charlie Collier weitere TT-Teilnahmen registriert, jedoch erreichte er bei keiner das Ziel.
Bei der ersten Internationalen Sechstagefahrt im Jahr 1913 im britischen Carlisle und im angrenzenden Lake District gewann Collier die Klasse der Gespanne. Natürlich auch hier auf Basis einer Matchless aus der eigenen Fertigung. Nach dem Ende seiner Laufbahn als Rennfahrer arbeitete Collier im väterlichen Betrieb weiter. Auch als dieser mit A.J.S. eng kooperierte und später mit A.J.S. zu Associated Motor Cycles fusionierte, blieb Collier im Unternehmen tätig.

## Statistik

### Erfolge
- 1913 – Sieger der Internationalen Sechstagefahrt in der Gespann-Klasse auf Matchless

### Isle-of-Man-TT-Siege
| Jahr | Klasse                        | Maschine         | Durchschnittsgeschwindigkeit |
| ---- | ----------------------------- | ---------------- | ---------------------------- |
| 1907 | Single Cylinder               | Matchless-J.A.P. | 38,21 mph (61,49 km/h)       |
| 1910 | 500-cm³-Single & 750-cm³-Twin | Matchless        | 50,63 mph (81,48 km/h)       |